# Державний кордон Бангладеш

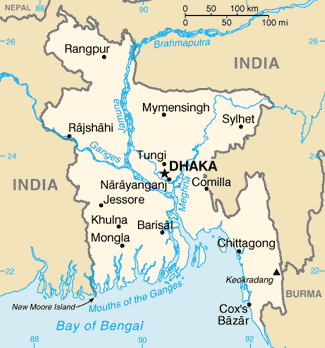
Карта Бангладеш

Державний кордон Бангладеш — державний кордон, лінія на поверхні Землі та вертикальна поверхня, що проходить по цій лінії, що визначають межі державного суверенітету Бангладеш над власними територією, водами, природними ресурсами в них і повітряним простором над ними.

## Сухопутний кордон
Загальна довжина кордону — 4413 км. Бангладеш межує з 2 державами. Уся територія країни суцільна, тобто анклавів чи ексклавів не існує.
Ділянки державного кордону
| Держава | Ділянка             | Довжина (км) | Прикордонні регіони | Примітки |
| ------- | ------------------- | ------------ | ------------------- | -------- |
| М'янма  | південний схід      | 271          |                     |          |
| Індія   | захід, північ, схід | 4142         |                     |          |

## Морські кордони
Бангладеш на півдні омивається водами Бенгальської затоки Індійського океану. Загальна довжина морського узбережжя 580 км. Згідно з Конвенцією Організації Об'єднаних Націй з морського права (UNCLOS) 1982 року, протяжність територіальних вод країни встановлено в 12 морських миль (22,2 км). Прилегла зона, що примикає до територіальних вод, в якій держава може здійснювати контроль, необхідний для запобігання порушень митних, фіскальних, імміграційних або санітарних законів, простягається на 18 морських миль (33,3 км). Виключна економічна зона встановлена на відстань 200 морських миль (370,4 км) від узбережжя. Континентальний шельф — до визначених меж підводної окраїни материка.

## Історичні кордони
Донедавна Бангладеш мав безліч анклавів й ексклавів на північному кордоні з Індією в регіоні Куч-Бехар, навіть третього порядку. Питання було вирішене внесенням поправок до конституції Індії і 31 липня 2015 року держави обмінялись територіями, у наслідок чого Бангладеш додатково отримав 40 км².

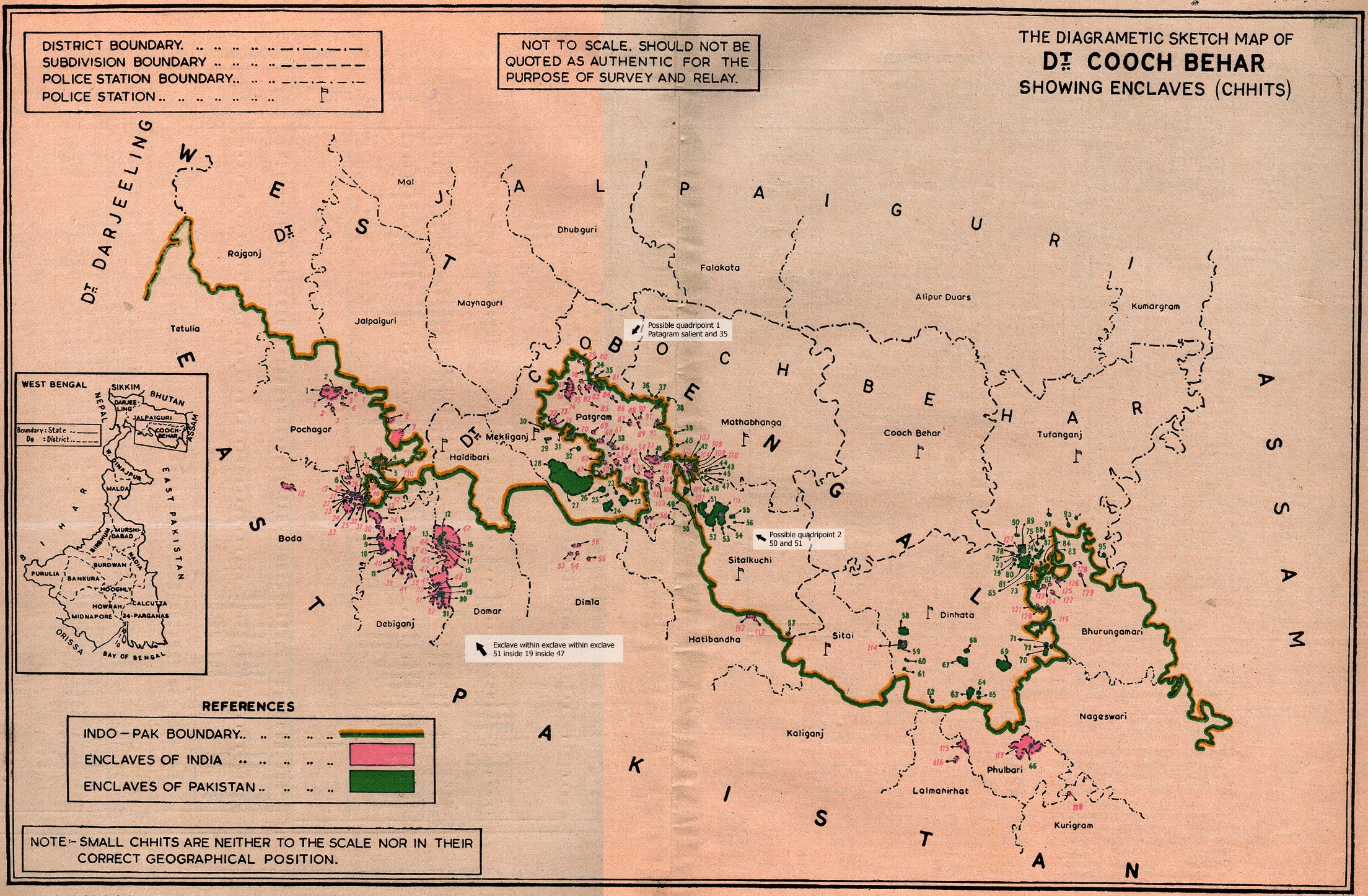
Карта системи колишніх анклавів Куч-Бехар
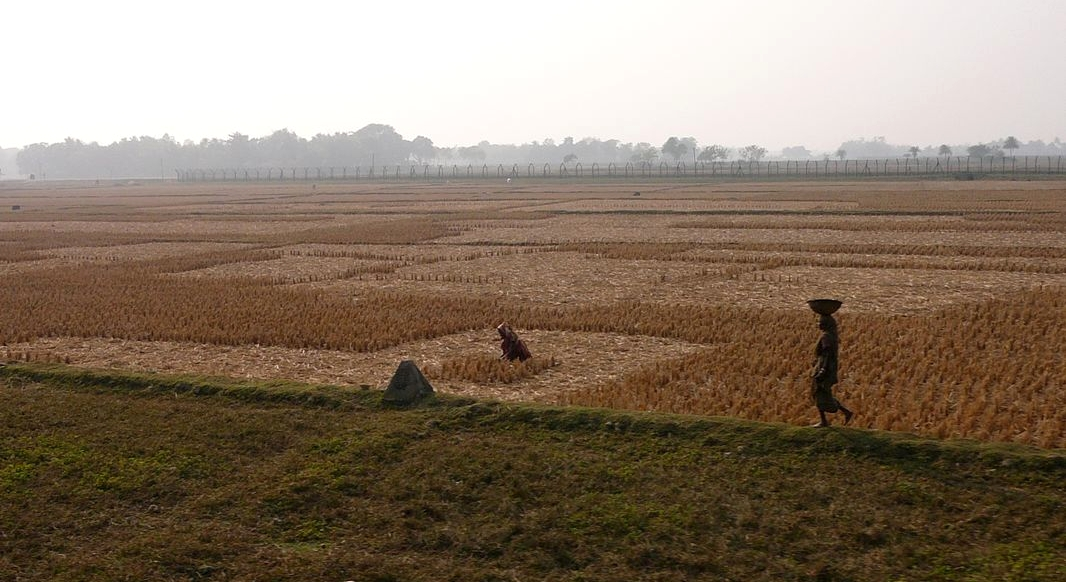
Колишні наділи-анклави Куч-Бехар